# 이반 일리치 (축구 선수)
이반 일리치(세르비아어: Иван Илић, Ivan Ilić, 2001년 3월 17일 ~ )는 세르비아의 축구 선수로 현재 이탈리아 세리에 A의 토리노에서 활동 중이다.